# پابلو سانچز (بازیکن فوتبال، زاده ۱۹۸۳)
پابلو سانچز (انگلیسی: Pablo Sánchez؛ زادهٔ ۲۴ ژانویهٔ ۱۹۸۳) بازیکن فوتبال اهل اسپانیا است.
از باشگاه‌هایی که در آن بازی کرده‌است می‌توان به باشگاه فوتبال رکریتیوو اوئلوا، باشگاه فوتبال لوگو، باشگاه فوتبال لاس پالماس، و باشگاه فوتبال کادیس اشاره کرد.